# Leticia Ramírez Amaya
Leticia Ramírez Amaya (Ciudad de México, 25 de marzo de 1961) es una profesora, líder sindical y funcionaria pública mexicana, miembro del partido Morena. Fue secretaria de Educación Pública durante el gobierno del presidente Andrés Manuel López Obrador entre 2022 y 2024.

## Trayectoria
Es profesora de educación primaria por la Benemérita Escuela Nacional de Maestros, cargo que obtuvo en 1984, estando al frente de grupo por 12 años en escuelas del poniente de la Ciudad de México. Tiene estudios truncos de Antropología en la Escuela Nacional de Antropología e Historia (ENAH) y de Alta Dirección Pública. Participó en movimientos sociales de izquierda como el Movimiento Urbano Popular y la Organización de Izquierda Revolucionaria Línea de Masas.
Participó como parte de la Sección IX en el Movimiento magisterial de 1989, que tuvo como objetivo la democratización del principal sindicato de maestros, el Sindicato Nacional de Trabajadores de la Educación (SNTE) y desembocó en la caída del entonces líder, Carlos Jonguitud Barrios y el nacimiento de la Coordinadora Nacional de Trabajadores de la Educación (CNTE), articulada a partir de secciones como la IX en donde Ramírez participó. Se deslindó de la actividad sindical magisterial en 1992.
Fue responsable de Atención Ciudadana por 12 años, de 2000 a 2012 en el Gobierno de la Ciudad de México. Posteriormente de 2012 a 2018 fue asesora en la Secretaría del Medio Ambiente de la Ciudad de México. De 2018 a 2022 fue Directora de Atención Ciudadana de la Presidencia de la República.
El 15 de agosto de 2022 se anunció que sucedería a Delfina Gómez Álvarez al frente de la Secretaría de Educación Pública, cargo que asumió el 1 de septiembre siguiente.